# Down Bad
«Down Bad» es una canción de la cantautora estadounidense Taylor Swift perteneciente a su undécimo álbum de estudio, The Tortured Poets Department (2024). Ella escribió y produjo la canción con Jack Antonoff, quien también contribuyó con gran parte de la instrumentación de la canción junto con varios otros miembros de la banda de rock estadounidense Bleachers. Una canción de synth-pop con toques de R&B, «Down Bad» trata sobre un enamoramiento momentáneo. Es la cuarta canción del álbum.
En las reseñas de las publicaciones, algunos críticos consideraron que «Down Bad» era una canción pegadiza con una letra sencilla. La pista se ubicó entre las cinco primeras en varios países, incluidos Australia, Canadá, India, Nueva Zelanda, Filipinas, Singapur, Reino Unido y Estados Unidos.

## Música y letras
«Down Bad» trata sobre un enamoramiento recién descubierto. En un comentario pista por pista para Amazon Music, Swift dijo que escribió la canción comparando «la idea de ser bombardeada por el amor, donde alguien sacude tu mundo y te deslumbra y luego simplemente te abandona como una abducción alienígena donde estabas, secuestrados por extraterrestres». En la letra, el personaje de Swift encuentra una sensación fugaz que ella describe como «amor cósmico» y considera a su interés amoroso «mi gemelo». Musicalmente, «Down Bad» es una canción de synth-pop con toques de R&B, que se muestra a través de sus cambios y cadencias dinámicas. Swift canta usando síncopa silábica sobre una producción electrónica tenue con una línea de bajo de sintetizador. Chris Willman de Variety comparó la producción de «Down Bad» con el álbum Midnights de Swift de 2022, señalando el «ritmo sinuoso, rematado por una especie de efecto de voz electrónica distorsionada como su propia pista instrumental».

## Recepción de la crítica
Jason Lipschultz de Billboard clasificó «Down Bad» como la sexta mejor canción de The Tortured Poets Department, y describió la canción como «uno de los placeres pop más puros del álbum». Escribiendo para la BBC, Mark Savage dijo que la instrumentación «melancólica» y «delicadamente filtrada» de «Down Bad» reflejaba la misma estética sonora que su álbum anterior, Midnights . Olivia Horn ' Pitchfork pensó que la canción funcionaba «debido a la yuxtaposición entre su gancho banal y su descripción de 'amor cósmico'». Finn McRedmond de The Irish Times destacó la letra contundente de la canción, haciendo comparaciones con algunos de sus trabajos anteriores tanto de 1989 como de Folklore. En The New Yorker, Amanda Petrusich apreció el lirismo simple de «Down Bad» y lo resumió como «una canción mareada sobre sentirse como una mierda».  Willman clasificó a «Down Bad» en el puesto 16 en su lista actualizada de abril de 2024 de las mejores 75 canciones de Swift, y dijo que si bien no es una de las pistas más poéticas del álbum, tiene «uno de los mejores ritmos, perfecto para cualquier entrenamiento». «El tiempo de reutilización más deprimido de la reina». Josh Kurp de Uproxx fue más crítico con la canción y afirmó que su verbosidad y su música sin género eran una fuente de malestar.

## Personal
- Taylor Swift – voz principal, compositora, productora
- Jack Antonoff - productor, compositor, sintetizadores, piano, batería, percusión, programación, coros.
- Mikey Freedom Hart - sintetizador
- Sean Hutchinson - percusión
- Evan Smith - saxofón
- Zem Audu – saxofón

## Gráficos
| Listas (2024)                        | Mejor posición |
| ------------------------------------ | -------------- |
| Argentina (Argentina Hot 100)        | 56             |
| Australia (ARIA)                     | 2              |
| Canadá (Canadian Hot 100)            | 2              |
| Finlandia (OFC)                      | 46             |
| Global 200 (Billboard)               | 2              |
| India (IMI)                          | 4              |
| Irlanda (IRMA)                       | 11             |
| Países Bajos (Mega Single Top 100)   | 88             |
| Nueva Zelanda (Recorded Music NZ)    | 2              |
| Filipinas (Billboard)                | 3              |
| Portugal (AFP)                       | 11             |
| Singapur (RIAS)                      | 3              |
| Eslovaquia (Singles Digitál Top 100) | 31             |
| Sudáfrica (Billboard)                | 14             |
| Corea del Sur (Circle)               | 152            |
| Suecia (Sverigetopplistan)           | 19             |
| Reino Unido (UK Singles Chart)       | 4              |
| Estados Unidos (Billboard Hot 100)   | 2              |